# Tana pruhovaná
Tana pruhovaná (Tupaia dorsalis) je malý savec z řádu tan, vědecky popsán v roce 1857. Jde o endemitní druh Bornea.

## Popis
Drobný savec vzrůstem podobný myši či veverce. Jsou dlouhé okolo 10–30 cm (i s délkou ocasu) a váží průměrně 170 gramů. Hlava je protáhlá, s drobnýma ušima a očima tmavě hnědé až černé barvy. Celkový zubní vzorec činí I = 2/3, C = 1/1, PM = 3/3 a M = 3/3. Končetiny jsou vybaveny drobnými, ale ostrými drápky. Zbarvení hřbetu je skvrnitě olivově hnědé, případně olivové, načervenalé, hnědé nebo černé.

## Chování
Jídelníček těchto malých všežravců tvoří hmyz a podobná malá stvoření, jakož i ovoce, semena a listy rostlin. V ekosystému tany plní úlohu rozptylovačů semen. Žijí v monogamních párech, podrobné informace o rozmnožování však scházejí.